# Canthidium centrale
Canthidium centrale là một loài bọ cánh cứng trong họ Bọ hung (Scarabaeidae).